# Бентивольо, Джованни II
Джованни II Бентивольо (итал. Giovanni II Bentivoglio, 12 февраля 1443, Болонья — 15 февраля 1508, Милан) — правитель Болоньи с 1463 по 1506 г.

## Политика
Сын кондотьера Аннибале I Бентивольо и Доннины Висконти, Джованни в возрасте девяти лет посвящён в рыцари, после смерти своего двоюродного дяди Санте Бентивольо назначен болонским сенатом на должность гонфалоньера, а Папой Павлом II — вечным главой сената. Хотя город формально управлялся сенатом, сформированным из представителей знатных семей, Джованни де-факто правил в абсолютистской манере, как своей синьорией, именуясь «первым гражданином».
Увлеченный искусством, окружил себя художниками и интеллектуалами, в ещё большей степени сделав Болонью, которая задолго до него стала университетским городом, культурным центром. Ему удалось создать необычный двор, изысканный и современный, заставлявший бледнеть от зависти его соседей из рода д’Эсте и Монтефельтро; он повсеместно признан одним из наиболее примечательных властителей эпохи Возрождения.
В 1487 г., в соответствии с договором между Джованни и герцогом Феррары Эрколе I д’Эсте на равнине в междуречье По, Рено и Пенаро началось строительство мелиоративного канала длиной 27 километров, который продолжает функционировать в наши дни. В 1494 г. семья Бентивольо получила от императора Священной Римской империи Максимилиана I различные привилегии, включая право чеканить монету, посвящать в рыцари, а также добавить в свой герб изображение имперского орла.
Во внешней политике стремился к мирному урегулированию конфликтов с семьями Сфорца и Медичи, а также с Папой Римским.

### Заговор Мальвецци
27 ноября 1488 г. был раскрыт план семьи Мальвецци, которая стремилась с помощью Лорецо Великолепного низложить Бентивольо. Двадцать человек, обвинённых в заговоре, были повешены, все члены семьи Мальвецци изгнаны из Болоньи на следующее утро после казни, их имущество конфисковано. В этот период Джованни также распорядился построить поблизости от своего дворца башню.

### Угроза со стороны Чезаре Борджиа
В 1500 г. принял синьоров Пезаро и Римини Джованни Сфорца и Пандольфо Малатеста, бежавших под натиском завоевателя Чезаре Борджиа, который в конце концов решил напасть на Фаенцу, чьим синьором был Асторре Манфреди, родственник Джованни. Джованни помог ему, но Фаенца пала 7 марта 1501 г.
Борджиа двинулся к Болонье с целью наказать Бентивольо. Сознавая численное превосходство противника, Джованни стремился использовать дипломатию, направив послов на Виллу Фонтана для переговоров с Чезаре. Они предложили Борджиа в обмен на независимость Болоньи Кастэль-Болоньезе и военную помощь.

### Заговор Марескотти
В начале 1501 г. Агамемнон Марескотти ди Кальви со своим братом и племянниками был обвинён в том, что вёл переписку с Чезаре Борджиа с целью провести его войска в Болонью. В апреле, после четырёхдневного расследования, обвиняемые сначала были оправданы, затем арестованы. Дальнейшие события не имеют однозначной трактовки, но многие исследователи придерживаются точки зрения, что сын Джованни Эрмес по наущению своей матери Джиневры Сфорца вошёл во главе небольшого отряда знатных горожан в тюрьму по поддельному распоряжению гонфалоньера юстиции и учинил резню Марескотти без ведома Джованни II.
За гражданским противостоянием последовали голод в 1504 г. и сильное землетрясение в 1505.
Тем временем члены семей Мальвецци и Марескотти, уцелевшие от преследований, нашли поддержку папы Юлия II, который потребовал от Джованни оставить город со всей своей семьёй. В действительности Папа желал восстановить свой контроль над Болоньей.

### Изгнание из Болоньи
Французский король Людовик XII был вынужден предоставить своё войско Папе Юлию II для похода на Болонью. Понимая бесполезность сопротивления, Джованни договорился с командованием французских войск, которое гарантировало ему беспрепятственный проезд в Милан и сохранение всего имущества. В ночь на 2 ноября 1506 г. Бентивольо покинул Болонью. Девять дней спустя Юлий II торжественно вошёл в город. Противники семьи Бентивольо разграбили и разрушили их дворец. Сыновья Джованни II, Аннибале и Эрмес, пытались восстановить власть семьи в Болонье, но потерпели поражение при Казалеккьо. Джованни был заключён в тюрьму и подвергнут суду, но оправдан. Умер в Милане как пленник Людовика XII в феврале 1508 г. и похоронен в монастыре Мадджоре.

## Семья
После смерти двоюродного дяди, Санте Бентивольо, женился в 1464 г. на его вдове Джиневре. В церкви Сан-Джакомо Маджоре до сего дня сохранилось изображение многочисленной семьи Бентивольо у престола Девы Марии кисти Лоренцо Коста. Джиневра родила ему шестнадцать детей, из которых одиннадцать достигли зрелого возраста:
- Камилла Бентивольо, монахиня;
- Изотта, монахиня;
- Франческа, вышла замуж за Галеотто Манфреди, который был впоследствии убит по её приказу;
- Аннибале (1467—1540), женился на Лукреции д’Эсте, был синьором Болоньи в 1511—1512 гг.;
- Элеонора;
- Антонгалеаццо (1472—1545), прелат;
- Алессандро (1474—1532), женился на Ипполите Сфорца;
- Эрмес (1475—1513);
- Лаура, вышла замуж за Джованни Гонзага;
- Виоланте, вышла замуж за Пандольфо IV Малатеста;
- Бьянка.